# Барклай, Эмили
Эмили Барклай (англ. Emily Barclay; род. 24 октября 1984 года в Плимуте) — британская актриса, снимающаяся преимущественно в фильмах производства Австралии и Новой Зеландии.

## Биографические данные
Эмили Барклай родилась в семье терапевта и ландшафтного дизайнера. Начала свою актёрскую карьеру в 1998 году, с роли в телесериале «Шортланд-стрит». Широкая известность пришла к ней с одной из главных ролей в фильме «В доме моего отца» (2004 год), за которую она была удостоена награды «British Independent Film Awards» в категории «Лучшая начинающая актриса».
В 2006 году на экраны вышли сразу два фильма, в которых Эмили Барклай исполнила главные роли: «Тишина» и «Беспредел на окраине» (другое название «Убийство в пригороде»).
В 2009 году Эмили Барклай снялась в фильмах «Главный двигатель» и «Часть моего сердца», в 2010 она озвучила одного из персонажей анимационного мультфильма «Легенды ночных стражей».

## Фильмография
| Год  | Название               | Роль                           | Примечание                                                                                                |
| ---- | ---------------------- | ------------------------------ | --- |
| 2001 | No One Can Hear You    | Эми Бурчал                     | |
| 2004 | Обман                  | Кэти Маккарти                  | |
| 2004 | В доме моего отца      | Селия Стаймер                  | British Independent Film Award как самый перспективный новичок New Zealand Screen Award за актёрскую игру |
| 2005 | Cockle                 | Джейн                          | эпизодичная роль                                                                                          |
| 2006 | Беспредел на окраине   | Кэтрин                         | AACTA Award за лучшую главную женскую роль IF Award за лучшую женскую роль                                |
| 2006 | Тишина                 | Эвелин Хатчинсон               | |
| 2009 | Prime Mover            | Мелисса / девушка на календаре | |
| 2010 | Zero                   | девушка                        | эпизодичная роль                                                                                          |
| 2010 | Lou                    | Риа                            | |
| 2010 | Легенды ночных стражей | Гилфи (озвучивание)            | |
| 2011 | Love Birds             | Бренда                         | |
| 2011 | Weekender              | Клэр                           | |
| 2012 | Mr. Pip                | австралийский учитель          | |
| 2016 | Свет в океане          | Гвен Поттс                     | |
| 2017 | Ellipsis               | Вив                            | |

## Общественная деятельность
Актриса, будучи веганом, принимает активное участие в защите прав животных, сотрудничая с организацией SAFE в кампаниях по борьбе с жестоким обращением с животными.
В 2006 году Эмили Барклай стала послом австралийской группы по защите прав животных Voiceless.